# Ponte Cestio
Ponte Cestio är en bro över Tibern i Rom. Den uppfördes år 46 f.Kr. av Lucius Cestius. Bron förbinder Tiberön med Lungotevere degli Anguillara (tidigare Lungotevere Cestio) i Trastevere. 
Bron byggdes om år 370 e.Kr. under kejsarna Valentinianus I, Valens och Gratianus och kom att benämnas Pons Gratiani. Senatorn Benedetto Carushomo lät åren 1191–1193 ånyo restaurera bron. I slutet av 1400-talet fick den namnet Ponte di San Bartolomeo efter kyrkan San Bartolomeo på Tiberön. Bron revs delvis 1888 och rekonstruerades 1892.

## Bilder

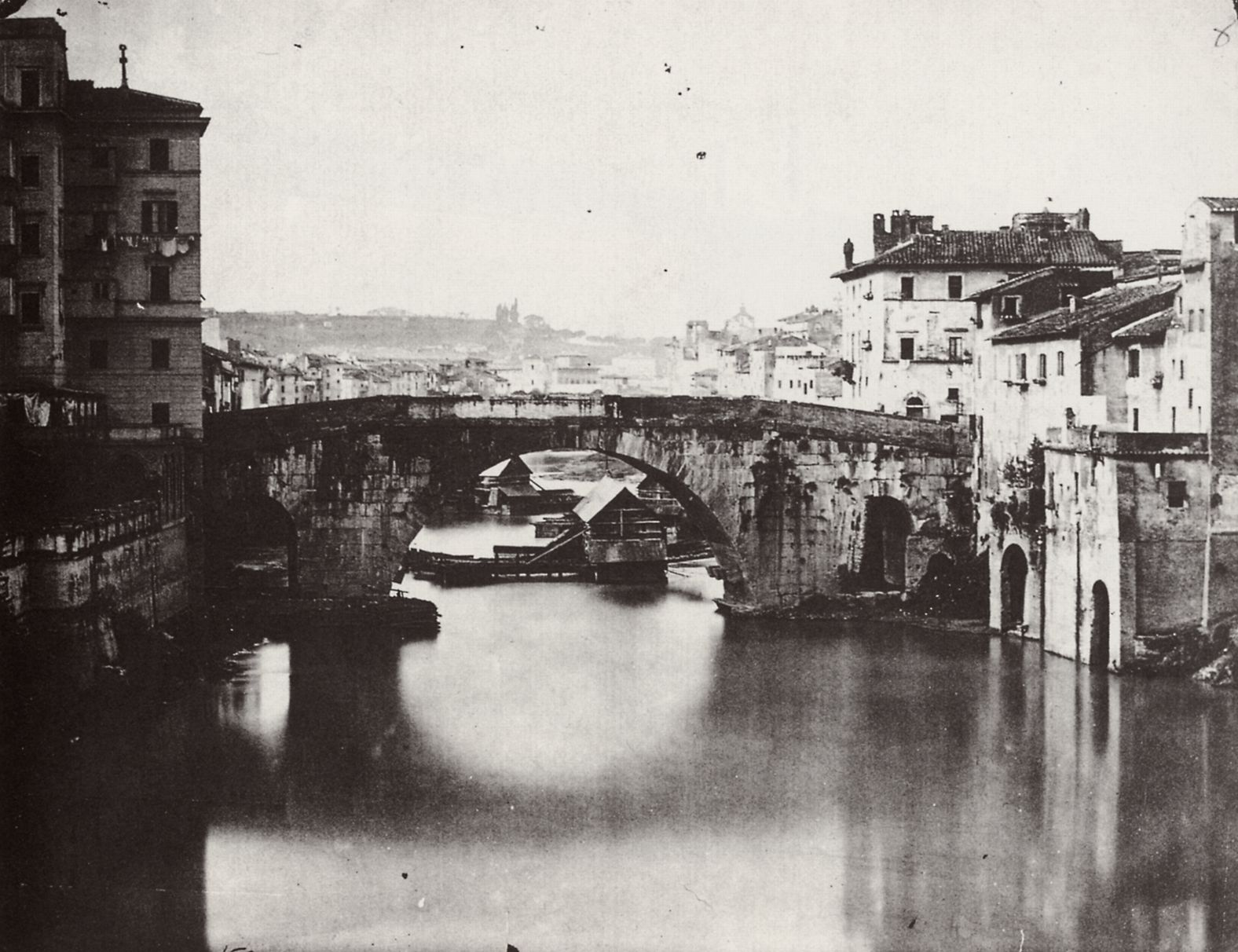
Ponte Cestio omkring år 1870.
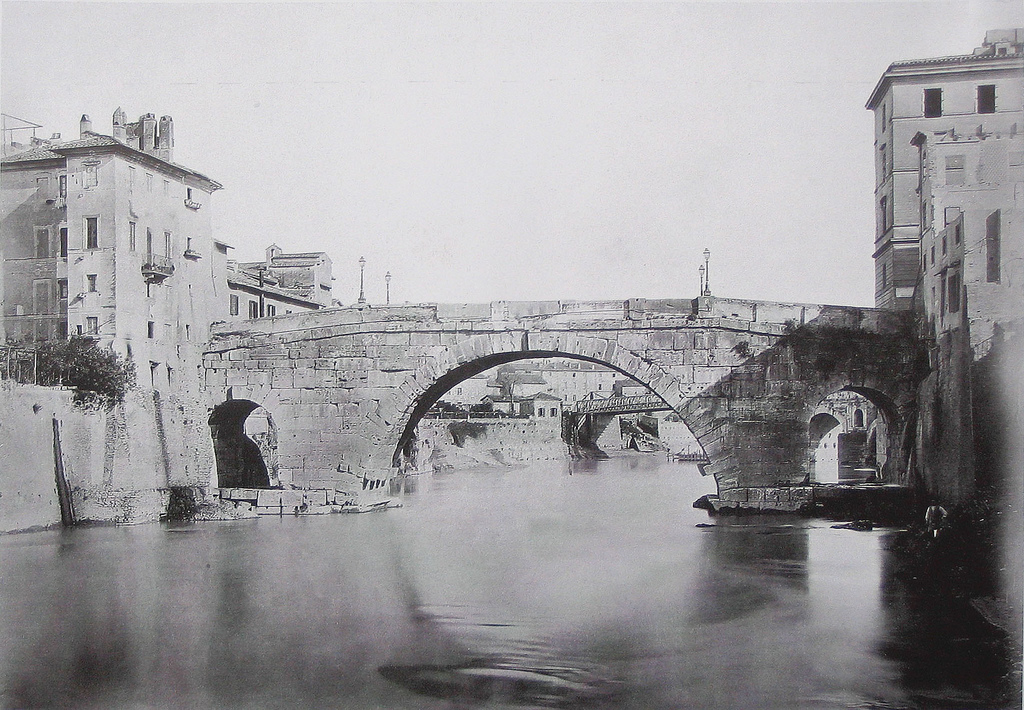
Ponte Cestio omkring år 1880.